# IntEgro Verkehr

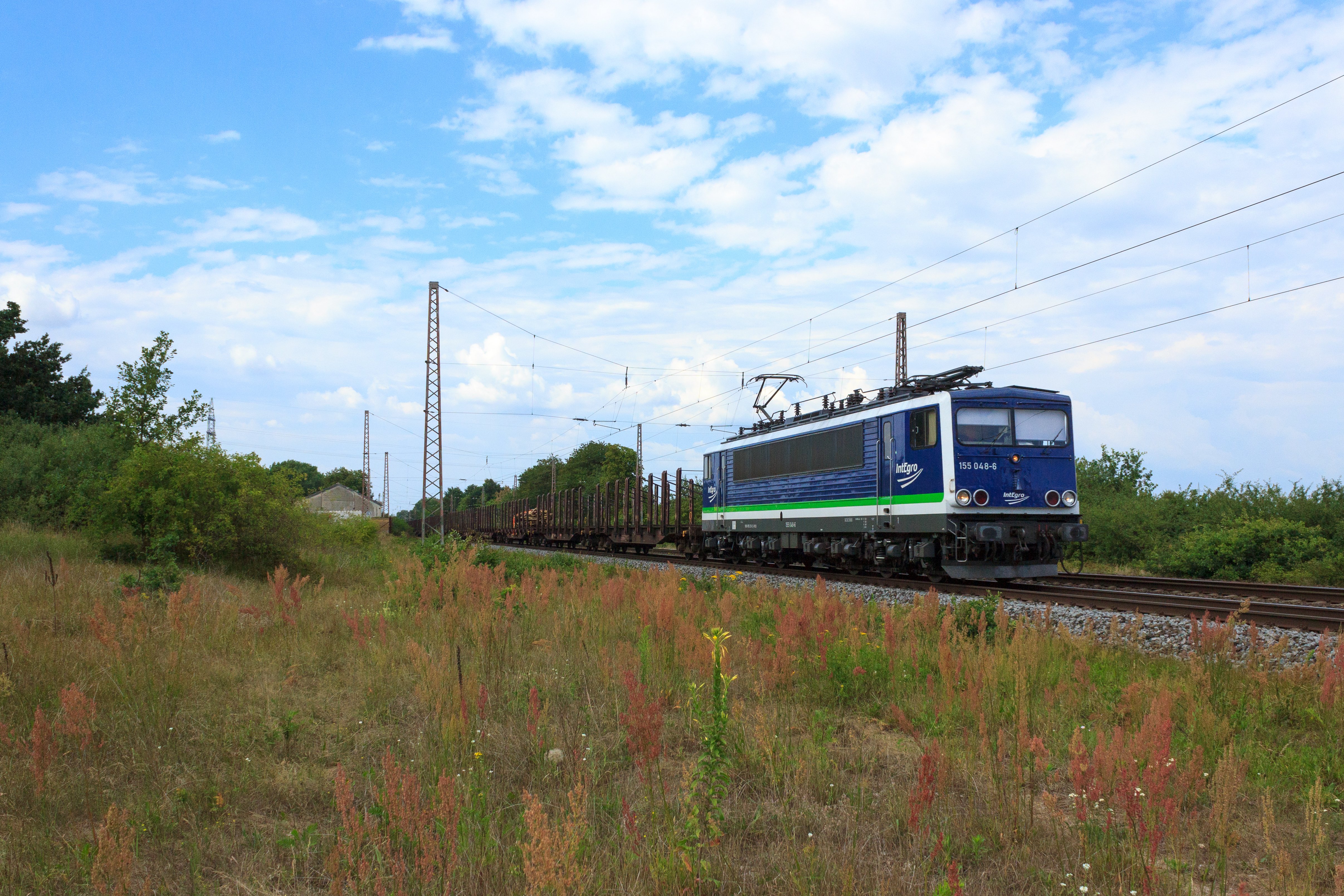
Lokomotive 155 048-6 der IntEgro Verkehr GmbH mit seinem Zug in Wahnebergen Richtung Süden am 12. Juli 2018

Die IntEgro Verkehr GmbH ist ein Eisenbahnverkehrsunternehmen (EVU) mit Sitz in Zwickau.
Das Unternehmen bietet Leistungen sowohl im Güter- als auch im Personenverkehr an. Die Zulassung als EVU für den Güter- und Personenverkehr besteht seit dem 27. Januar 2009 und ist bis zum 31. Januar 2023 gültig. Bisher ist das Unternehmen nur im Güterverkehr regelmäßig aktiv. Die Betriebsaufnahme fand am 1. April 2009 statt. Seitdem werden mit der EVB und der PRESS Überseecontainerverkehre in Bayern erbracht. Im September 2010 und August 2011 wurde jeweils eine Lokomotive der Baureihe Siemens ER 20 beschafft. Außerdem fährt die IntEgro grenzüberschreitende Verkehre nach Tschechien. Seit Herbst 2015 besitzt IntEgro nur noch eine Lokomotive (223 152). Die zweite Lokomotive (223 144) wurde an Transdev Regio Ost abgegeben, die mit dieser und weiteren Loks der Baureihe 223 seit Fahrplanwechsel im Dezember 2015 den Regionalexpress zwischen Chemnitz und Leipzig erbringen.
Im Februar 2013 erhielt IntEgro Verkehr zusammen mit National Express (Bietergemeinschaft) im Rahmen einer europaweiten Ausschreibung den Zuschlag für den Betrieb der nordrhein-westfälischen Nahverkehrs-Linien RE7 Rhein-Münsterland-Express und RB48 Rhein-Wupper-Bahn ab Dezember 2015. Die Deutsche Bahn als Unterlegene machte von einer Einspruchsmöglichkeit Gebrauch, die Vergabekammer bei der Bezirksregierung Münster stellte jedoch keinen Vergaberechtsverstoß fest.

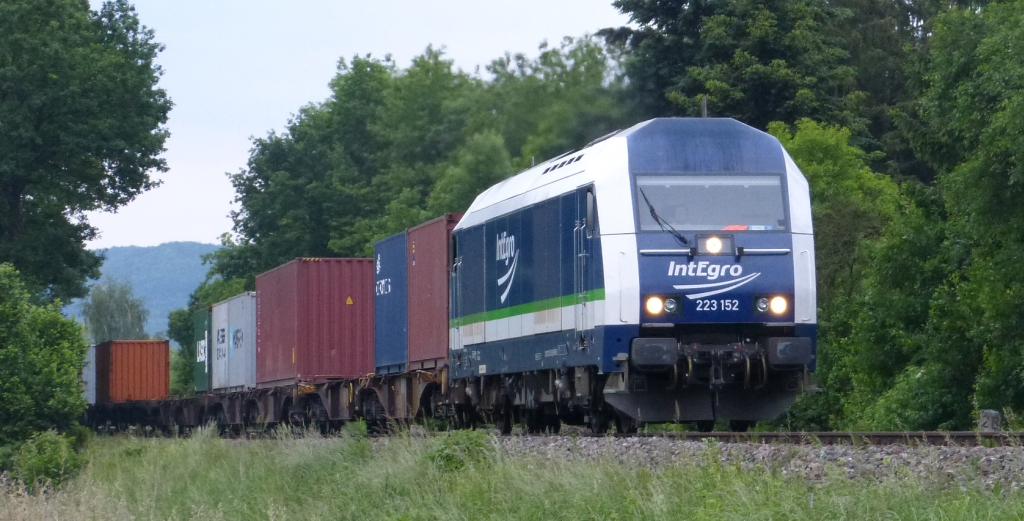
IntEgro-Lok 223 152 mit Containerzug

Leihweise wird die Lokomotive auch im Personenverkehr eingesetzt, so im März 2019 auf dem Regionalexpress zwischen Leipzig und Chemnitz und im Februar 2020 mit einem Ersatzzug zwischen Dresden und Kamenz.
Seit August 2020 betreibt Integro im ostsächsischen Ostritz eine Schienenfahrzeugwerkstatt. Dieser Betrieb firmierte vormals als BMS Ostritz und ging im Jahr 2020 in die Insolvenz. Integro nutze diese Chance und konnte den Fachbetrieb übernehmen.